# Низовини України

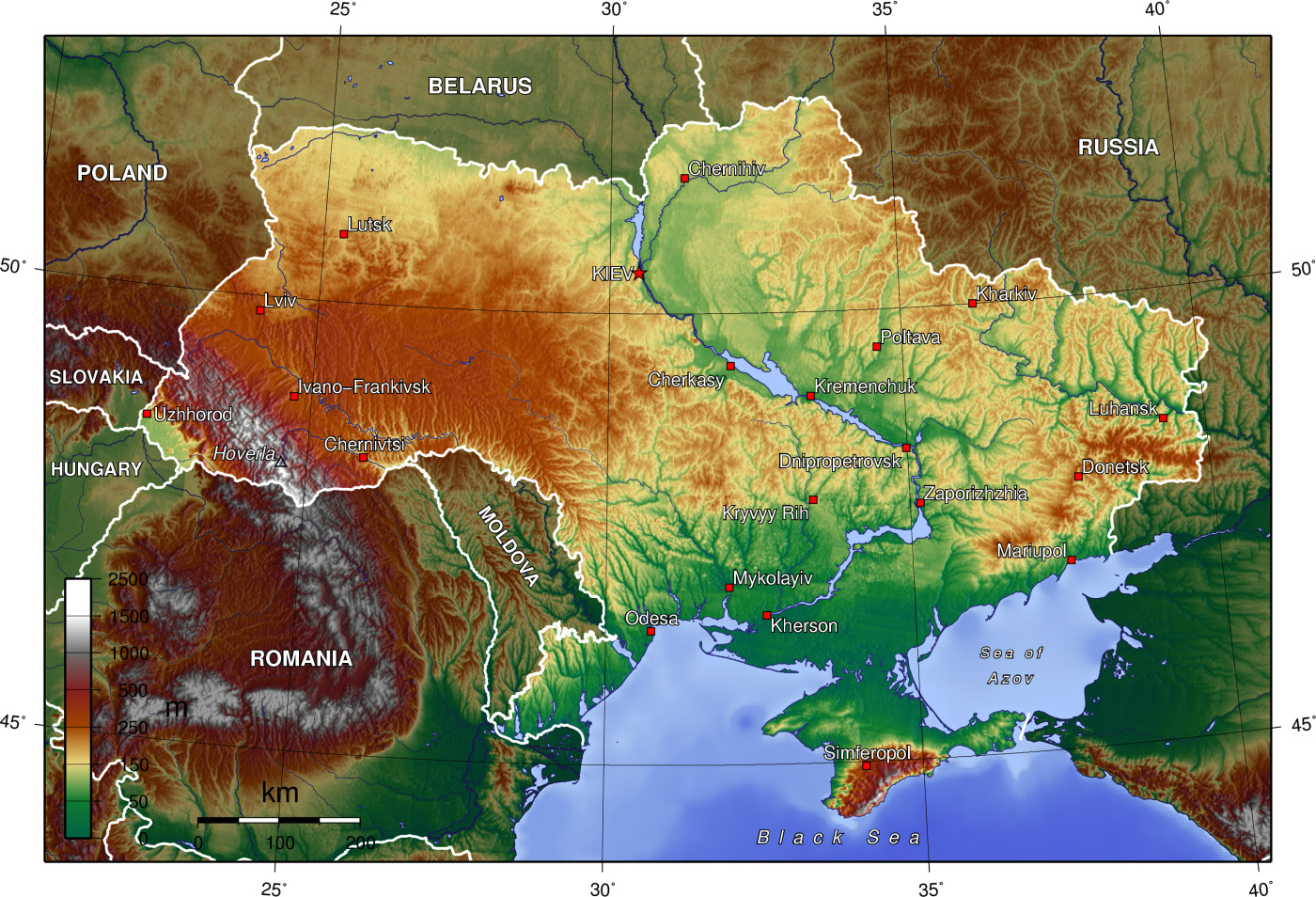
Карта рельєфу України

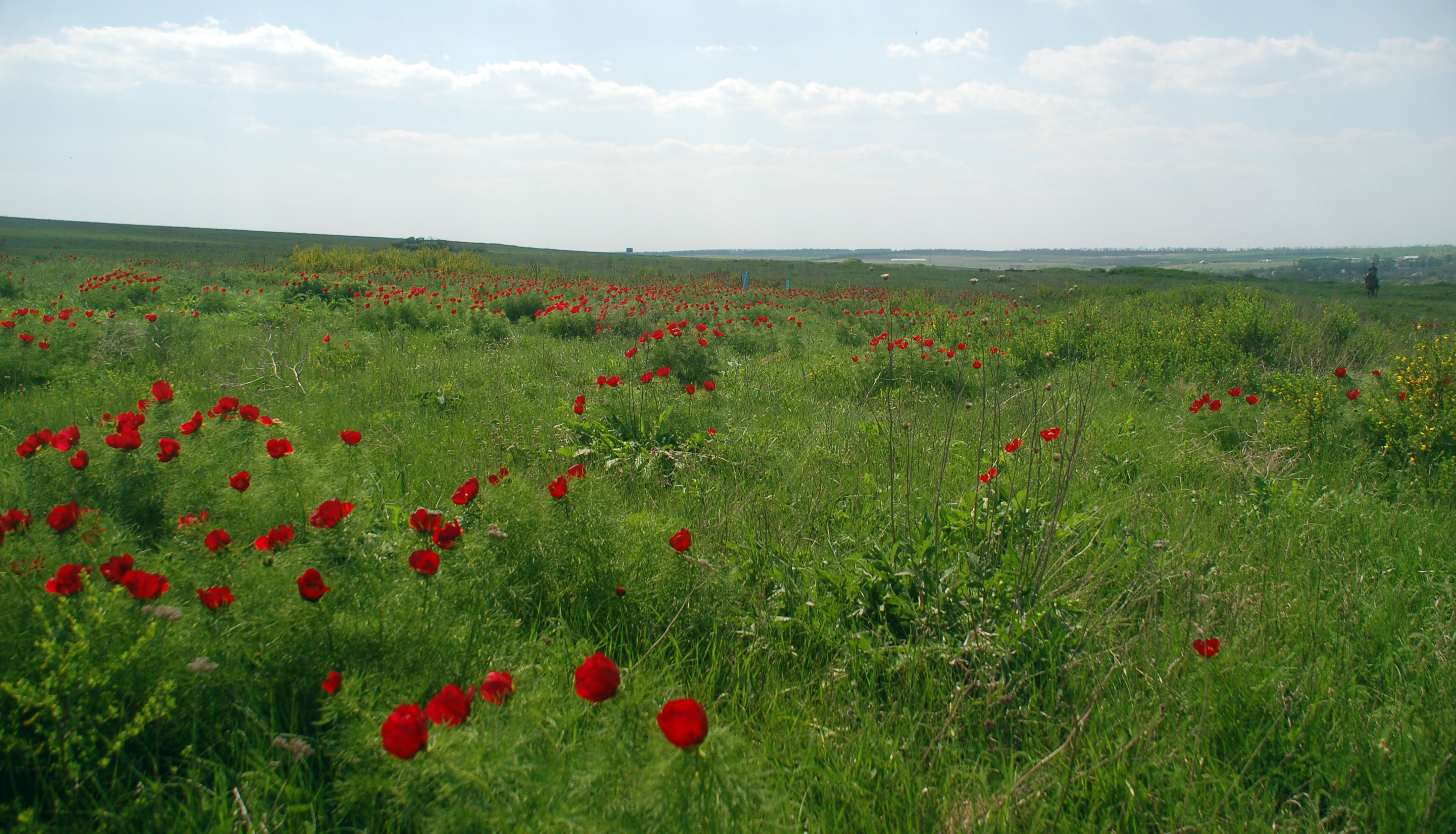
Приазовська низовина, Донецька область

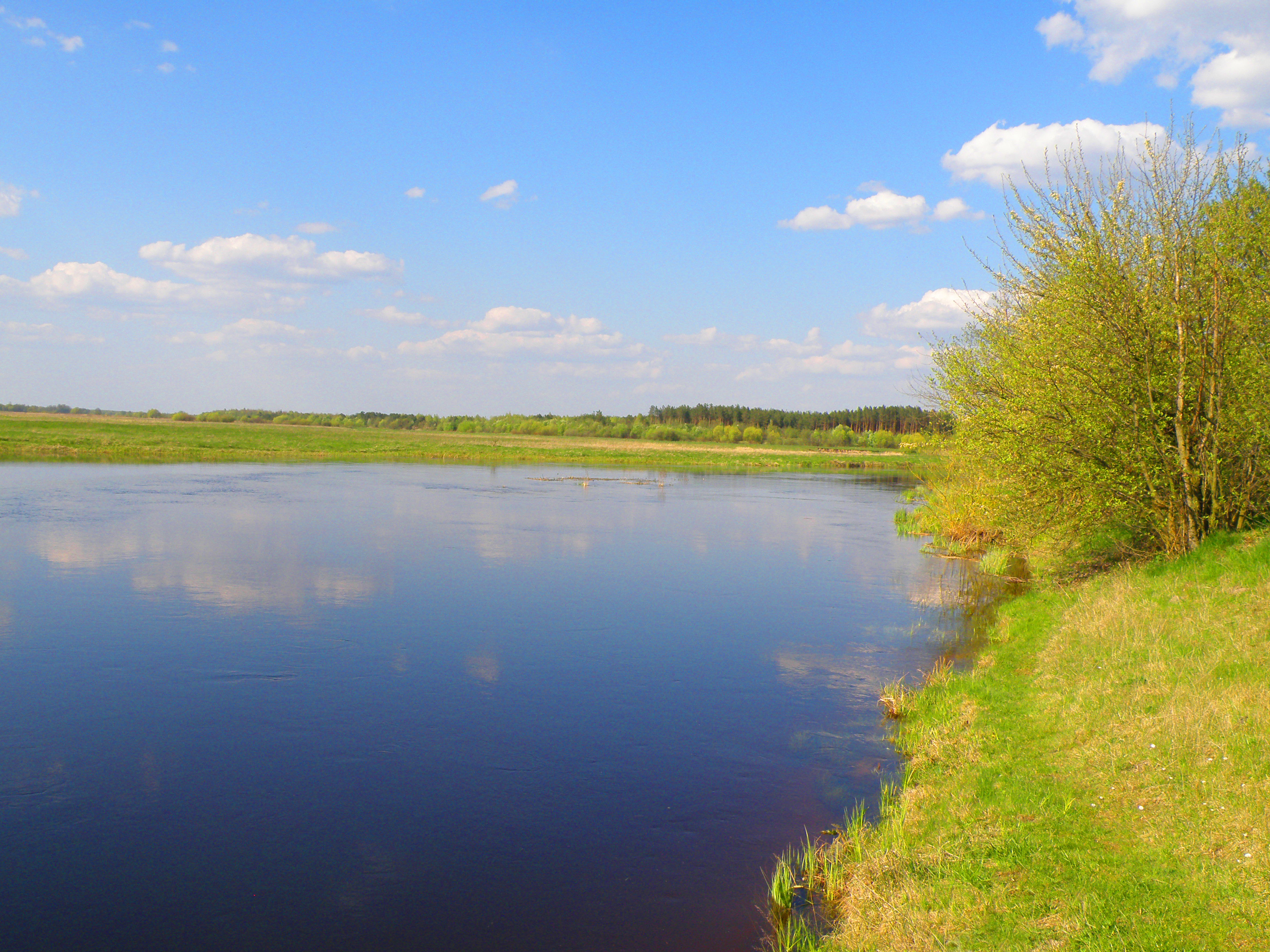
Поліська низовина, Волинська область

Низовини Украї́ни займають близько 70 % території країни. До них належать: Поліська, Придніпровська, Причорноморська і Приазовська в межах полігенної Східно-Європейської рівнини та Закарпатська низовина — у Карпатській гірській країні. В межах цих низовин виділяється кілька рівнин.
Рельєф Поліської та Придніпровської низовин утворився завдяки дії материкових зледенінь та флювіальних (наносних) процесів, Закарпатської — флювіальних процесів, Причорноморської та Приазовської — флювіальних та прибережно-морських процесів.